# اریتروپوئز

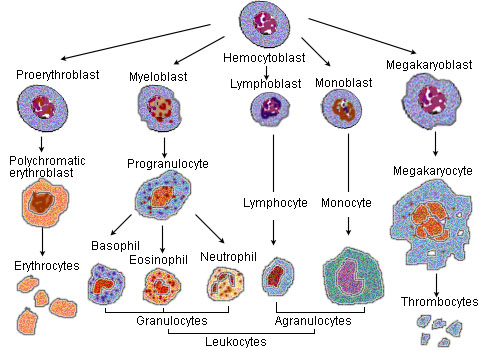
هماتوپوئز

اریتروپوئز (انگلیسی: Erythropoiesis) فرآیندی است که سلول‌های قرمز خون (گلبول‌های قرمز) تولید می‌شوند، که از سلول‌های بنیادی اریتروپوئیتیک برای گلبول قرمز بالغ ایجاد می‌شود.
فرایند هماتوپوئز با کاهش اکسیژن در گردش خون تحریک می‌شود که توسط کلیه‌ها شناسایی می‌شود و سپس هورمون اریتروپوئیتین ترشح می‌شود. این هورمون تکثیر و تمایز پیش‌سازهای گلبول قرمز را تحریک می‌کند، که باعث افزایش گلبول‌های قرمز در بافت‌های خون‌ساز می‌شود و در پایان گلبول‌های قرمز (گلبول‌های قرمز) تولید می‌کند. در پرندگان و پستانداران پس از تولد (از جمله انسان)، این معمولاً در مغز استخوان قرمز رخ می‌دهد. در اوایل دوره جنینی، اریتروپوئز در سلول‌های مزودرم کیسه زرده انجام می‌شود. در ماه سوم یا چهارم، فرایند اریتروپوئز به سمت کبد حرکت می‌کند. پس از هفت ماه، اریتروپوئز در مغز استخوان رخ می‌دهد.  افزایش سطح فعالیت بدنی می‌تواند باعث افزایش اریتروپوئز شود. با این حال، در انسان‌های مبتلا به بیماری‌های خاص و در برخی از حیوانات، اریتروپوئز در بیرون از مغز استخوان، در طحال یا کبد نیز رخ می‌دهد. به این فرایند اریتروپوئز خارج مغزی گفته می‌شود. 
مغز استخوان اساساً همه استخوان‌ها گلبول‌های قرمز خون را تولید می‌کند تا زمانی که فرد حدود پنج سال سن داشته باشد. ساق پا و استخوان ران در حدود ۲۵ سالگی دیگر مکان‌های مهم خون‌سازی نیستند. مهره‌ها، جناغ، لگن و دنده‌ها و استخوان‌های جمجمه به تولید گلبول‌های قرمز خون در طول زندگی ادامه می‌دهند. تا سن ۲۰ سالگی، گلبول‌های قرمز از مغز استخوان قرمز تمام استخوان‌ها (استخوان‌های بلند و تمام استخوان‌های صاف) تولید می‌شود. پس از ۲۰ سالگی، گلبول‌های قرمز از استخوان‌های غشایی مانند مهره‌ها، جناغ، دنده‌ها، کتف و استخوان‌های ایلیاک تولید می‌شوند. پس از ۲۰ سالگی، ساقه استخوان‌های بلند به دلیل رسوب چربی به مغز استخوان زرد تبدیل می‌شود و عملکرد اریتروپوئیتیک را از دست می‌دهد.